# 人咬狗 (1992年电影)
是由Rémy Belvaux、André Bonzel、Benoît Poelvoorde執導 ，Benoît Poelvoorde主演的一部剧情片。该电影于1992年上映，该电影主要讲述的是一个杀手让摄影师拍摄自己作案手法的故事。该电影荣获比利时影评人协会颁发的安德烈·卡文斯最佳影片奖，该电影虽说在美国电影分级制度被评级，但是却获得了放映权限。

## 電影內容
有一个杀手自费出钱让摄影组拍摄自己的作案手法，然而最后，拍摄组却逐渐向凶手转变。

## 演员表
- Benoît Poelvoorde（英语：Benoît Poelvoorde）
- Valérie Parent
- Rémy Belvaux（英语：Rémy Belvaux）
- André Bonzel（英语：André Bonzel）
- Jean-Marc Chenut
- Alain Oppezzi
- Vincent Tavier

## 制作
该电影的画面是黑白片，由导演与四名学生电影制片人以微薄的预算制作。影片的编剧贝尔沃、波尔沃德和邦泽尔在电影中都使用了自己的名字。
该作的法文标题翻译为“它发生在你的邻居那里”，该标题的灵感源自比利时日报的专栏Le Soir。
该作的制作人的父母也参与该作出演，并且在出演前，制作组也没有告诉二人剧情。
影片中出现的的鸡尾酒“Petit Gregory”暗示法国的一个真实的案件，

## 票房
该片在比利时的票房收入为 120 万美元，在法国的票房收入超过 200 万美元。 在美国和加拿大的票房收入为 205,569 美元。

## 争议
该作因为出现一些特别的镜头而被瑞典当局封禁。
在澳大利亚，澳大利亚分级委员会因为该作的内容而拒绝对未剪辑的影片进行分级。

## 奖项
- 1992年
  - 在戛纳电影节中获得、国际评论家奖青年奖。
  - 锡切斯电影节中获得最佳影片奖、最佳男主角奖、安德烈·卡文斯奖。[10]
  - 在多伦多国际电影节获得新城媒体奖。[11]
- 1993年
  - 法国影评人协会中获得最佳外语片奖。

## 備註
1. ↑  . British Board of Film Classification. 1992-09-22  [2013-01-16].
2. ↑  Tobias, Scott. . The A.V. Club. 2010-01-28  [2023-12-12]. （原始内容存档于2013-05-27）.
3. ↑  Diskeuve, Xavier. . L'Avenir（英语：L'Avenir (Belgian newspaper)）. 2017-05-17  [2023-05-22]. （原始内容存档于2023-05-22） （法语）.
4. ↑  . www.furiouscinema.com. 2013-04-17  [2023-12-12]. （原始内容存档于2023-05-26）.
5. ↑  Henley, Jon. . The Guardian. 2017-08-17  [2023-05-27].
6. ↑  . Screen International. 1993-03-26: 24.
7. ↑  Tan, Declan. . The Quietus. 2012-09-14  [2019-03-29].
8. ↑  Roberts, Will. . HeyUGuys. 2014-08-29  [2023-05-22]. （原始内容存档于2023-05-22）.
9. ↑  . Refused-Classification.com.   [2023-05-27]. （原始内容存档于2023-11-30）.
10. ↑  Besas, Peter. . Variety. 1992-10-12  [2023-05-27]. （原始内容存档于2023-05-27）.
11. ↑  . emanuellevy.com. 2006-12-11  [2023-05-27]. （原始内容存档于2023-05-27）.